# Pseudoamerioppia balearica
Pseudoamerioppia balearica är en kvalsterart som först beskrevs av Pérez-Íñigo jr. 1991.  Pseudoamerioppia balearica ingår i släktet Pseudoamerioppia och familjen Oppiidae. Inga underarter finns listade i Catalogue of Life.